# O Prisioneiro do Sexo
O Prisioneiro do Sexo é um filme brasileiro de 1979, escrito e dirigido por Walter Hugo Khouri e estrelado por Sandra Bréa e Roberto Maya.

## Sinopse
Entediado com seu casamento, o arquiteto Marcelo propõe a sua mulher, Ana, uma relação a três, com outra parceira sexual. A mulher aceita, mas a situação foge do controle de Marcelo, pois Ana se envolve amorosamente com a outra, e Marcelo já não se encaixa no triângulo que propôs.

## Elenco
- Sandra Bréa ... Ana
- Roberto Maya ... Marcelo
- Maria Rosa
- Aldine Muller
- Kate Lyra ... Helen
- Genésio de Carvalho
- Renato Master
- Nicole Puzzi
- Mara Husemann
- Novani Novakoski
- Sueli Aoki
- Mii Saki	(como Misaki Tanaka)
- Maria Leite de Barros